# Kaihlanen (sjö i Norra Österbotten)
Kaihlanen är en sjö i Finland. Den ligger i kommunen Utajärvi i landskapet Norra Österbotten, i den centrala delen av landet, 500 km norr om huvudstaden Helsingfors. Kaihlanen ligger 116,1 meter över havet. Arean är 1,32 kvadratkilometer och strandlinjen är 7,7 kilometer lång. Sjön  ingår i Kiminge älvs huvudavrinningsområde.   
I övrigt finns följande i Kaihlanen:
- Kortekannansaari (en ö)